# Grunt (G.I. Joe)
Grunt es un personaje ficticio de la línea de juguetes  G.I. Joe: A Real American Hero, cómics y series animadas. Es un soldado de infantería con el Equipo G.I. Joe y debutó en 1982.

## Perfil
Su verdadero nombre es Robert W. Graves, y su rango es el de cabo E-4. Grunt nació en Columbus, Ohio.
Se graduó de Entrenamiento Avanzado de Infantería entre los diez primeros de su clase. La especialidad militar principal de Grunt es la infantería y sus especialidades militares secundarias son armero de armas pequeñas y coordinador de artillería. Está familiarizado con todas las armas pequeñas de la OTAN y del Pacto de Varsovia, así como con las armas civiles nacionales, y es un experto calificado con el M-14, M-16 y la pistola automática M-1911A1.
Grunt finalmente dejó el equipo G.I. Joe para obtener su título de ingeniero en el Instituto Tecnológico de Georgia. Allí conoció a una chica llamada Lola, con quien más tarde se casó y los dos tienen una hija pequeña juntos. La tarjeta de archivo que vino con la figura de 1991 siguió esta línea de la historia, pero difería en la continuidad al hacer que regresara al equipo.

## Juguetes
Grunt se lanzó por primera vez como una figura de acción como parte de la línea original de 1982. Su figura de acción lo presentaba con un traje de combate verde. Todas las dieciséis figuras originales de 1982 se lanzaron con "brazos rectos". La misma figura fue relanzada en 1983 con "agarre de batalla de brazo giratorio", lo que facilitó a las figuras sostener sus rifles y accesorios. La versión de brazo giratorio de la figura también se volvió a teñir de color canela y se lanzó en 1983 empaquetada con el planeador de ataque "Falcon". En 1986, la versión original con brazo giratorio de la figura se incluyó en el conjunto de envío por correo del "Equipo original". En 1991 se lanzó una nueva versión de Grunt, con un molde y una cabeza totalmente nuevos.

## Cómics

### Marvel Comics
Grunt apareció por primera vez en G.I. Joe: A Real American Hero #1 (junio 1982) por Marvel Comics. Para 100 números, aparece en la portada, en una sección de logotipo en la esquina superior izquierda.
Al igual que con la mayoría de los otros Joes originales, su traje de cuerpo es completamente verde en lugar del gris del juguete. Apareció regularmente en los primeros números de la serie. Una de sus primeras misiones fue trabajar con el General Hawk y Snake Eyes para derribar a un comandante de la milicia asesino llamado Wingfield. Al final de esta misión, trabaja con Zap para desactivar la bomba nuclear de Wingfield.
Más tarde, forma parte de un equipo Joe que mantiene prisionero al Comandante Cobra en las Montañas Rocosas. Un flashback en un número posterior revela que Grunt era un soldado en la misión que condujo a la cicatrización involuntaria de Snake Eyes.

#### Días de universidad
A medida que se introdujeron más personajes nuevos, Grunt fue relegado a un segundo plano. En el número 55, Grunt deja el Equipo Joe para ir a Georgia Tech. Alienta a Clutch, que había venido a despedirlo, a mantenerse en contacto a través de la dirección de su madre. Más tarde conoce y se hace amigo de una ex soldado, Lola. Cuando el equipo de Stalker fue capturado en Borovia por la milicia local, Grunt contacta a Breaker y obtiene el número de la sede actual de Joe. El habla con Roadblock y se ofrece a participar en la operación de rescate, razonando que estar fuera de servicio ayudará con la "negación plausible". Roadblock le dice a Grunt que no habrá operación de rescate, 'oficial, encubierta o de otro tipo'. Una operación "de lo contrario" más tarde rescata a los oficiales encarcelados.
Cuando la mayor parte del Equipo Joe es suspendido y encarcelado después de los desastrosos eventos de la Guerra Civil Cobra, Grunt y su novia, Lola, siguen el llamado de Roadblock para ayudar a salvar a sus amigos. Se unen a varios miembros de Joe que escaparon del gobierno y pasaron a la clandestinidad. Se encuentran en la casa de Adele Burkhardt, la activista por la paz que Grunt ayudó a rescatar en el número 1. El General Hawk y el partidario Joe, el General Hollingsworth, están detenidos en un hospital lleno de una facción militar estadounidense asesina. La interferencia inesperada de Destro ayuda a salvar a los generales y limpia al equipo Joe de todos los cargos.
Grunt aparece en el número 145 y explica que obtuvo un título en ingeniería. Sus excompañeros expresan su deseo de que regrese para unirse a ellos. Duke lo alienta a seguir con su vida actual, ya que la sociedad necesita más personas que construyan cosas en lugar de destruirlas.
Los cómics nunca hicieron que Grunt se reincorporara al Joe Team, yendo en una dirección diferente a la historia del juguete.

### Devil’s Due comicsb
Con la renovada amenaza de Cobra, los exmiembros del equipo Joe vuelven a la acción. Los Greenshirts, llenaban rangos, con un uniforme muy similar al que usaba Grunt.
Grunt no estuvo entre los primeros en prestar atención a la llamada al deber. Los lectores no sabrían que los cómics de Devil's Due habían seguido la historia del juguete de Grunt regresando al Equipo Joe hasta el número 24, donde aparece como uno de los Joe encargados de invadir la Isla Cobra. Su última aparición, hasta el momento, es en el número 36, donde se reúne el Equipo Joe original antes de disolverse una vez más.
No se le ve en la serie G.I. Joe: America's Elite ya que no es uno de los miembros activos. Es miembro de las reservas como se indica en el especial del Manual del Escritorio de Datos.
Grunt aparece en la serie G.I. Joe Declassified, que se centra en las primeras misiones del equipo de Joe. Él y varios otros Joes se meten en problemas muy por detrás de las líneas enemigas.
Desde entonces, Grunt ha aparecido en su propio número explicando por qué se unió al ejército y luego al equipo de G.I. Joe. Cubre eventos tanto pasados como presentes, incluido su matrimonio y su regreso. A lo largo del número, se cuenta la historia de otro joven que se une a Cobra, lo que muestra cuánto carácter tiene realmente Grunt. Mientras Grunt sirve para el patriotismo, el otro hombre solo quiere riqueza y gloria personal.

### Dreamwave
Grunt es uno de los soldados de fondo en la serie limitada de 2003 'G.I. Joe Vs. Transformers'. En esta historia alternativa, el conflicto se desarrolla durante la Segunda Guerra Mundial.

## Serie animada

### Sunbow
Grunt apareció en la serie animada original de G.I. Joe. Grunt se ve por primera vez en la miniserie A Real American Hero de la serie animada G.I. Joe producida por Sunbow. Sin embargo, gran parte del enfoque de la serie estaba en los personajes más nuevos y Grunt fue rápidamente relegado a un segundo plano. Su última aparición en esa serie fue en Worlds Without End de dos partes, donde el Equipo Joe se encuentra en un universo alternativo donde Cobra obtiene la victoria al gobernar el mundo. Después de descubrir el destino del Grunt de ese universo, el Grunt de la serie, junto con Steeler y Clutch, eligió quedarse atrás y recuperar el mundo de Cobra.

### DIC
En la segunda temporada de la serie animada producida por DiC, Grunt se vuelve a ver en el episodio "Keyboard Warriors", con la voz de Robert O. Smith. Si bien la segunda serie se presenta como una continuación de la primera serie animada, no se explica cómo regresó Grunt del universo alternativo o si se supone que es el mismo personaje. 

## Película de acción real
Grunt aparece en la película  G.I. Joe: Retaliation (2013), interpretado por Ryan Hansen, pero solo tiene una línea de diálogo, y está entre todos menos tres Joes asesinados cuando el presidente (Zartan) ordena un ataque aéreo en la base de operaciones Joe en el Valle Indo.

## Otras obras
Grunt tiene una breve mención en la novela de no ficción 'Paradise Of Bombs'. Su personaje es la base del nombre en clave de otro en la novela 'Hacking Harvard'.